# Estanys de Graugés
Els estanys de Graugés són un sistema de basses d'origen artificial creades a principi del segle xx entre 1900 i 1909, mitjançant la construcció de terraplens i connectades per séquies i bombes d'aigua. Aquestes masses d'aigua foren pensades per a l'abastament de la colònia agrícola de Graugés, fundada per Agustí Rosal i Sala.
Malgrat el seu origen antròpic, aquests estanys i basses han esdevingut una de les principals zones humides de l'alta conca del Llobregat. Actualment encara s'utilitza l'aigua per a l'abastament i la zona, a més, és un punt conegut de lleure i educació ambiental a la comarca del Berguedà. L'espai està constituït actualment per un estany principal d'unes 7 ha de superfície i tres basses de reduïda extensió, una d'elles situada vora l'estany principal (oest), a la mateixa cota, i les dues altres situades al sud, a una cota clarament inferior. Als estanys es produeix un procés de rebliment lent però continuat, que s'ha completat ja pràcticament a la bassa inferior. Cal recordar que a principis de segle l'estany principal tenia una fondària de 18 m, mentre que actualment en té poc més de 6 m.
Pel que fa a la vegetació forestal, destaca la presència d'un bosc de ribera que envolta el conjunt dels estanys, amb
força espècies al·lòctones, formada sobretot per pollancres (Populus nigra), salzes (Salix alba), freixes (Fraxinus angustifolia), verns (Alnus glutinosa), etc. A l'estany principal s'hi troben també tamarius (Tamarix sp.), plàtans, freixes de flor i moltes altres espècies forestals procedents de l'enjardinament inicial. Aquest bosc de ribera és assimilable a l'hàbitat d'interès comunitari 91E0 "Vernedes i altres boscos de ribera afins (Alno-Padion)", tot i que l'abundància d'espècies exòtiques li resta força interès. Pel que fa a la vegetació més pròpia dels ambients estrictament aigualosos, destaca la presència d'alguns herbassars submergits de Myriophyllum (hàbitat d'interès comunitari 3150) a alguna de les basses. A les vores dels estanys hi creixen alguns canyissars i bogars. Apareixen també els hàbitats d'interès comunitari 6420 "Jonqueres i herbassars graminoides humits, mediterranis, del Molinio-Holoschoenion" i 92A0 "Alberedes, salzedes i altres boscos de ribera".
La fauna invertebrada hi és molt abundant i diversa. Hi ha cladòcers, copèpodes, gastròpodes, efemeròpters, odonats, plecòpters, heteròpters, tricòpters, etc. Pel que fa als vertebrats, els estanys de Graugés són un dels principals punts d'atracció per a anàtides i ardeids de l'alta conca del Llobregat.
Un impacte a destacar és el derivat de l'existència d'un petit establiment turístic al sector est, conegut com a bar del llac,
des d'on es practica la pesca i -a vegades- alguns usos nàutics. Resten també algunes infraestructures obsoletes o en
mal estat -algunes de caràcter hidrològic, d'altres relacionades amb el lleure- que caldria retirar o condicionar. Els aports
d'algunes granges adjacents fan que les aigües presentin puntualment processos d'eutròfia. El tancament de l'estany gran amb una tanca metàl·lica perimetral constitueix una barrera per a la fauna que convindria permeabilitzar. Convindria també millorar la senyalització, tenint en compte les possibilitats d'ús públic de l'espai.